# Simfonia núm. 4 (Brahms)
La Simfonia núm. 4 en mi menor, op. 98, de Johannes Brahms és l'última de les seves simfonies. Brahms va començar a treballar en la peça a Mürzzuschlag, aleshores a l'⁣Imperi Austrohongarès, l'any 1884, tot just un any després d'acabar la seva Simfonia núm. 3. Brahms va dirigir l'⁣Orquestra de la Cort a Meiningen, Alemanya, per a l'estrena de l'obra el 25 d'octubre de 1885. És una obra voluptuosament romàntica, considerada sovint com la seva obra mestra, amb Ein deutsches Requiem.

## Moviments
La durada és d'uns 40 minuts i està dividida en quatre moviments:
1. Allegro non troppo (mi menor)
2. Andante moderato (mi major)
3. Allegro giocoso (do major)
4. Allegro energico e passionato (mi menor)

## Instrumentació
Està orquestrada per a dues flautes (una d'elles doblada a piccolo), dos oboès, dos clarinets, dos fagots, un contrafagot, quatre trompes, dues trompetes, tres trombons, timbales, triangle (només al tercer moviment) i instruments de corda.

## Música
El monumental primer moviment ens mostra el Brahms més dramàtic i apassionat, mentre que el contemplatiu segon moviment té el caràcter d'un rèquiem. L'exuberant i joiós tercer moviment (compost després) ressona amb el triangle. L'últim moviment és notable com a rar exemple d'una xacona simfònica, que és semblant a una passacaglia; tot i que el mateix Brahms s'hi referia amb el nom de "xacona". Per al tema iteratiu, Brahms va adaptar el tema de la passacaglia del moviment final de la cantata de Johann Sebastian Bach Nach dir, Herr, verlanget mich. La simfonia està farcida d'al·lusions musicals, principalment d'obres de Beethoven.

## Recepció
Va ser estrenada a Meiningen el 25 d'octubre de 1885 amb el mateix Brahms dirigint l'orquestra. Va rebre una bona acollida i ha romàs molt popular des d'aleshores. L'obra havia tingut una presentació prèvia de caràcter privat en una versió per a dos pianos (un d'ells tocat per Brahms). L'amic i biògraf de Brahms, Max Kalbeck, indicà que el crític Eduard Hanslick, en escoltar el primer moviment en aquesta vetlada, exclamà «Durant aquest moviment vaig tenir el sentiment que dues persones extremadament intel·ligents m'estaven colpejant». Per descomptat, posteriorment Hanslick va afegir més comentaris elogiosos de l'obra.
Arnold Schönberg, al seu assaig Brahms the Progressive, va evidenciar diverses relacions temàtiques a la partitura, com també ho faria Malcolm MacDonald a la seua biografia sobre el compositor. La primera part del tema de la xacona és anticipada pels contrabaixos durant la coda del precedent moviment; i les terceres descendents del primer moviment, transposades una cinquena, apareixen en contrapunt durant una de les variacions finals de la xacona.